# Сиваль
Сиваль (исп. Cival) — руины цивилизации майя доклассического периода по месоамериканской хронологии. Находятся в 6,5 км к северу от Хольмуля, департамент Петен, Гватемала.
Город процветал с VI века до н. э. по I век н. э. в период доклассического периода. В этот период он достиг наибольшей численности в 10 000 человек.
В городе есть храмы в ступенчатых пирамидах, торговые площади, ориентированные на восход при равноденствии, и оборонительные стены. Наибольшая ступенчатая пирамида имеет 27 метров в высоту и 70x40 метров в ширину.
Город был давно утерян в джунглях. В 1980 году его обнаружили и разграбили мародёры. В 1984 году впервые нанесён на карту и назван исследователем Яном Грэмом Cival', что в переводе означает «лагуна». Древнее название города в настоящее время неизвестно.
Археологические раскопки начаты в 2001 году и непрерывно продолжаются с 2004 года археологами во главе с доктором Франциско Эстрада-Белли. Изначально проект был задуман как часть исследований близлежащих руин классического города Хольмуль. Но внимание было перенесено на Сиваль, так как он был старше и более значим. Раскопки финансировались университетом Вандербильта, Национальным географическим обществом, Фондом содействию развития месоамериканских исследований, фондом Ахау, ARB, Interco Tire, PIA и Warn Industries.
Исследования Сиваля расширили знания о доклассическом периоде месоамерики. В том числе были обнаружены древнейшие надписи календарных дат Майя и доказана династическая преемственность монархов.
В некоторых новостных репортажах было ошибочно заявлено, что доклассические города Майя были ранее неизвестны. Первой Доклассической постройкой в департаменте Петен был Уашактун, открытый в 1920 году. Это важное открытие показало, что доклассическая цивилизация Майя была более развита и в ту пору шла активная урбанизация. Этот проект был более значимым, чем проект Эль-Мирадор 1970-х годов.